# Fosse (Trois-Ponts)
Fosse est une section de la commune belge de Trois-Ponts située en Région wallonne dans la province de Liège.

## Évolution démographique
- Sources : INS, Rem. : 1831 jusqu'en 1970 = recensements, 1976 = nombre d'habitants au 31 décembre.

## Histoire
Elle fusionne en 1970 avec Wanne pour former la nouvelle commune de Trois-Ponts.